# Mgahinga-Gorilla-Nationalpark
Der Mgahinga-Gorilla-Nationalpark liegt in ugandischen Gebiet der Virunga-Vulkane. Acht einzeln stehende, bewaldete und aktive Vulkane bilden die Virungas, in denen das Dreiländereck zwischen Uganda, Ruanda und der Demokratischen Republik Kongo liegt. Der Park liegt etwa 15 km südlich der Stadt Kisoro im gleichnamigen Distrikt und bildet eine geografische Einheit mit dem Nationalpark Virunga und dem Vulkan-Nationalpark, die zusammen die Virunga Conservation Area (VCA) mit einer Größe von 434 km² bilden.
Hauptschutzzweck ist die Erhaltung der stark bedrohten Berggorillas, einer Unterart der Östlichen Gorillas (Gorilla beringei).

## Geschichte
Der Bielefelder Zoologe und Verhaltensforscher Klaus-Jürgen Sucker leitete von 1988 bis 1994 das Mgahinga Gorilla National Park Project (MGNPP) im damaligen Mgahinga Forest Reserve. Das Gebiet erhielt im Mai 1991 den Status eines Nationalparks. Im Juni 1992 wurde das bis dahin nur 24,5 km² große Schutzgebiet auf 33,7 km² ausgeweitet.

Eingang zum Nationalpark mit Rangerstation 1994
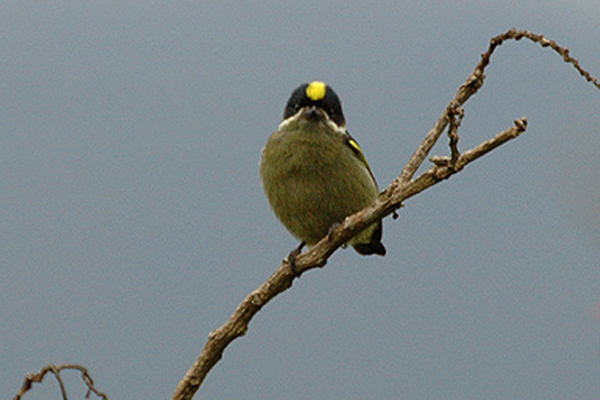
Gelbrücken-Bartvogel im Gebiet des Mt. Sabinyo, 2006